# Saint-Saturnin-lès-Apt
Saint-Saturnin-lès-Apt è un comune francese di 2 725 abitanti situato nel dipartimento della Vaucluse della regione della Provenza-Alpi-Costa Azzurra.

## Società

### Evoluzione demografica
Abitanti censiti

## Amministrazione

### Gemellaggi
Saint-Saturnin-lès-Apt è gemellato con:
- Castelfranco di Sopra, dal 1993